# صلاح الضللي
صلاح الدين الضللي (مواليد 1928 في دير الزور) هو لواء سوري متقاعد. تخرج من الكلية العسكرية عام 1952. يملك سجلاً حافلاً تضمن المشاركة الفعالة في الحدث السياسي السوري في فترة حفلت بالأحداث الجسام وهي عقدا الخمسينيات والستينيات. من بين هذه الأحداث مشاركة «الضللي» في الانقلاب ضد أديب الشيشكلي عام 1954 وفي عصيان حلب ضد الانفصال عام 1962 وفي ثورة 8 آذار 1963 التي أتت بحزب البعث إلى السلطة. وعلى الرغم من هذا السجل المهم يظل ترؤس صلاح الدين الضللي للمحكمة الاستثنائية التي حاكمت الجاسوس الإسرائيلي ايلي كوهين هو الحدث الأبرز لما أثارته هذه القضية ولا تزال من أقاويل وما يروى عنها من قصص.